# Flechtformel

Aufbauschema einer Flechtformel

Die Flechtformel ist eine genormte Kennzeichnung für die Konstruktion von Drahtseilen. Sie gibt bei einem Seil Kerndraht, Kernlitze, nächste Drahtlage oder Litzenlage, eine Einlage usw. an, und damit den Aufbau bzw. Verflechtung der einzelnen Litzen zu einem Seil. 
So etwa gibt ein offenes Spiralseil mit der Flechtformel 1 + 6 + 12 folgendes an: 1 Kerndraht oder Kernlitze, um diesen Kerndraht eine Draht- oder Litzenlage mit 6 Drähten oder Litzen gelegt (geschlagen), und um diese Drahtlage eine weitere Draht- oder Litzenlage mit 12 Drähten oder Litzen gelegt. Die einzelnen Drähte oder Litzen eines Seiles können einen gleichen oder verschiedene Durchmesser haben; bei verschiedenen Durchmessern jedoch nur innerhalb einer Draht- oder Litzenlage.

## Kennzeichnung
Von innen nach außen wird angegeben:
- Kerndraht, Kernlitze oder Seele
- nächste Drahtlage oder Litzenlage
- usw.

Dabei gelten folgende Regeln:
- Drähte in einer Litze in runde Klammer gesetzt
- Drähte einer Drahtlage mit verschiedenem Durchmesser durch oberen Querstrich zusammengefasst
- Fülldrähte (nicht tragend) in eckige Klammern gesetzt
- Profildrähte durch Kennbuchstaben gekennzeichnet (Z, K, I)
- Durchmesser von Runddrähten als Index in Zehntelmillimeter

Beispiele:
- Spiralseil (1+6+12)
- Litzenspiralseil (1+6) + 6(1+6) + 12(1+6)
- Verschlossenes Seil (1+6+12) + 20Z
- Litzenseil SC + 8(1+6+12+18)
- Litzenseil Seale-Machart NF + 6(1+9+9)

### Einlagen und Trensen
Neben den Drähten und Litzen können ebenso Einlagen und Trensen angegeben werden. Drahtseile können zum Beispiel sowohl einen Kerndraht oder Kernlitze als auch eine Einlage (auch Seele genannt) haben. Trensen sind Fasern oder feste Polymere, die so angeordnet sind, dass sie benachbarte Litzen oder Drähte in den gleichen oder übereinander liegenden Lagen trennen oder die Zwischenräume des Seils ausfüllen.
Hinsichtlich der Einlagenmaterialien werden drei Arten unterschieden: 
- Fasereinlage FC, aus Naturfasern NFC oder Synthetikfasern SFC
- Stahleinlage WC, als Drahtlitze WSC oder als unabhängig verseiltes Drahtseil IWRC ausgeführt
- Einlage aus Massiv-Polymer SPC, in zylindrischer Form oder zylindrischer Form mit Rillen